# Vytautas Tomkus
Vytautas Romualdas Tomkus (ur. 29 lipca 1940 w Radziwiliszkach, zm. 24 lipca 2022 w Wilnie) – radziecki i litewski aktor teatralny i filmowy.

## Wybrana filmografia
- 1965: Nikt nie chciał umierać
- 1972: Wyspa skarbów
- 1982: Wróbel na lodzie
- 1982: Wypadek w kwadracie 36-80
- 1983: Ballada o walecznym rycerzu Ivanhoe
- 1986: Wszyscy przeciw jednemu
- 1989: Wolność jest rajem

## Odznaczenia
- Zasłużony Artysta Litewskiej SRR (1982)